# Copeptina
La copeptina en un glucopéptido formado por una cadena de 39 aminoácidos. Es la fracción terminal de la molécula de provasopresina (precursor de la vasopresina). Tiene interés en medicina por ser un marcador inespecífico de la respuesta al estrés, considerando estrés como el estado físico y mental alterado no específico que se produce en el organismo como respuesta a una enfermedad aguda u otro proceso que constituya una agresión para el cuerpo. Se ha propuesto que la determinación de los niveles en sangre de copeptina podría ser útil para evaluar la gravedad y el pronóstico de diferentes enfermedades agudas, entre ellas sepsis, accidente vascular cerebral, insuficiencia cardiaca, neumonía y síndrome coronario agudo.

## Estructura
La copeptina es la porción terminal de la provasopresina, químicamente es un glucopéptido de 39 aminoácidos con una estructura circular. La provasopresina es una prohormona que da origen a tres péptidos: vasopresina (hormona antidiurética), neurofisina II y copeptina.

## Función
La hormona antidiurética (vasopresina) es una de las principales hormonas liberadas a sangre durante situaciones de estrés por la neurohipófisis. La vasopresina procede de la provasopresina que se escinde en tres péptidos: copeptina, neurofisina II y vasopresina. La copeptina una vez se secreta a la sangre tras el fraccionamiento de la provasopresina, carece de actividad biológica conocida. La vasopresina sin embargo tiene importantes funciones, además de sus propiedades antidiuréticas estímula la secreción de ACTH por la adenohipófisis, por lo que favorece la producción de cortisol por la corteza de la glándula suprarrenal. El cortisol es la hormona clásica que se produce en respuesta al estrés y teóricamente podría utilizarse como marcador, sin embargo la copeptina es mejor indicador de niveles de estrés ya que es más estable en el plasma a temperatura ambiente lo que facilita su valoración en el laboratorio por procedimientos normalizados.

## Niveles en sangre
La concentración de copeptina en sangre en personas normales oscila entre 1 y 12 picomoles por litro. Los niveles son ligeramente más altos en hombres que en mujeres y no están influidos por la edad del sujeto. Las fluctuaciones de la concentración de copeptina en respuesta a los cambios de osmolaridad sanguínea son similares a la de la vasopresina. Las personas afectadas por diabetes insípida presentan una concentración de vasopresina y copeptina en sangre muy baja. En cambio los pacientes que presentan el síndrome de secreción inadecuada de la hormona antidiurética mantienen concentraciones de vasopresina y copeptina más altas de lo normal.

## Enfermedades cardíacas
Se ha comprobado en diferentes estudios que tras un infarto agudo de miocardio se produce una elevación muy rápida de los niveles de copeptina en sangre, por este motivo se ha propuesto la determinación analítica de su concentración en sangre como método diagnóstico de esta enfermedad. También se producen subidas significativas en el choque cardiogénico y la insuficiencia cardíaca.